# Abdelkrim Anbia
Abdelkrim Anbia, né le 8 avril 1989 à Kénitra (Maroc), est un joueur de futsal international marocain.

## Biographie

### Carrière en club
Abdelkrim Anbia naît à Kénitra et commence le futsal au Dina Kénitra FC.
Entre 2012 et 2018, il est actif au plus haut niveau du Futsal D1 au FF Settat.
En 2018, il s'engage à l'AS Faucon d'Agadir et rejoint par la même occasion l'international Ayoub El Addad. En mai 2023, il remporte la Coupe du Maroc après une victoire de 6-2 face au CL Ksar El Kebir.

### Carrière internationale
Il participe à la Coupe du monde de futsal de 2016 en Colombie et est éliminé au premier tour. Lorsqu'il débute en équipe nationale, les trois premiers gardiens sont Rabie Zaari, Adil El Bettachi et Younes Kelkaghi.
Après avoir pris part à la préparation pour la CAN 2020, il est sélectionné dans la liste des 24 de Hicham Dguig pour disputer la phase finale du tournoi qui voit le Maroc triompher pour la deuxième fois consécutive.
Après avoir remporté la CAN une nouvelle fois, le Maroc et Abdelkrim Anbia disputent la Coupe arabe de futsal en Égypte durant le mois de mai 2021. Compétition que les Marocains remportent pour la première fois après s'être imposé en finale face au pays organisateur (4-0).
Le 4 septembre 2021, la fédération marocaine annonce la liste des joueurs qui iront disputer la Coupe du monde en Lituanie. Abdelkrim Anbia est retenu par Dguig pour défendre les couleurs marocaines.
Avant d'entamer la Coupe du monde, qui devait initialement se dérouler en 2020 (report en raison de la pandémie de Covid-19), Anbia participe à deux rencontres amicales, les 6 et 7 septembre 2021 respectivement face au Vietnam et au Japon, deux sélections asiatiques dont la culture futsal se rapproche de celle de la Thaïlande qui figure dans le groupe du Maroc au Mondial 2021. Les Marocains gagnent le premier match (2-1), mais perdent le second contre leurs homologues japonais (3-0). Abdelkrim Anbia dispute l'ensemble des matchs à la Coupe du monde. Un parcours du Maroc qui reste inédit puisque ce dernier franchit dans un premier temps le premier tour pour la première fois de son histoire. Après avoir éliminé le Venezuela, le Maroc se fait sortir en quart de finale par le Brésil (1-0).
Abdelkrim Anbia est de nouveau sélectionné par Dguig pour participer à la Coupe arabe de futsal 2022 qui a lieu en Arabie Saoudite au mois de juin 2022. Les Marocains parviennent à conserver leur titre en s'imposant en finale face aux Irakiens (3-0). Anbia participe à l'ensemble des matchs et inscrit trois buts lors de cette édition. 
Après la Coupe arabe, Anbia prend part avec la sélection à la Coupe des confédérations de futsal en Thaïlande durant le mois de septembre 2022. Le Maroc remporte le tournoi pour la première fois, en s'imposant en finale face à l'Iran.
Il est convoqué par Hicham Dguig pour la Coupe arabe qui se tient à Djeddah du 6 au 16 juin 2023 qui voit le Maroc triompher pour la 3e fois. Remplaçant de Reda Khiyari, Anbia n'entre en jeu à aucun match du tournoi.
Le 14 septembre 2023, le Maroc, 8ème au classement mondial, s'impose en amical face au vice-champion du monde, l'Argentine sur le score de 7 buts à 0. Abdelkrim Anbia réalise un clean-sheet et contribue à ce succès en inscrivant un but depuis sa surface en récupérant un ballon sur un power-play argentin.

## Statistiques

### Statistiques en sélection marocaine
Le tableau suivant liste les rencontres de l'équipe du Maroc auxquelles Abdelkrim Anbia a pris part :

## Palmarès
| AS Faucon d'Agadir (1)                       | Équipe du Maroc de futsal (9) |
| -------------------------------------------- | --- |
| - Coupe du Trône (1) : - Vainqueur : 2021-22 | - Coupe d'Afrique des Nations (3) - Champion : 2016, 2020 et 2024 - Tournoi international de Poreč (1) - Vainqueur : 2020 - Coupe arabe des nations (3) - Champion : 2021, 2022 et 2023 - Coupe des confédérations (1) - Vainqueur : 2022 - Tournoi international de Croatie (1) - Vainqueur : 2023 |

### Distinctions personnelles
- 2013 : Vainqueur du prix du meilleur gardien du Tournoi international de Croatie[10]
- 2024 : Vainqueur du prix du meilleur gardien de la CAN 2024 (décerné par la CAF)[11]